# Friedrich Anacker
Friedrich Heinrich Anacker (* 18. November 1824 in Freiberg; † 27. September 1887 in Dresden) war ein deutscher evangelisch-lutherischer Theologe und Autor.

## Leben
Er war der Sohn des Freiberger Domkantors und Musikdirektors August Ferdinand Anacker und wurde nach dem Studium 1849 Lehrer an der Ratstöchterschule in Dresden und wechselte 1853 als Hilfsgeistlicher nach Chemnitz. 1856 kehrte er nach Dresden zurück, um hier und in Pillnitz Hilfsprediger beim Hofgottesdienst zu werden. 1859 erfolgte seine Einführung als Pfarrer zu Hohenstein. 1867 wurde Anacker Pfarrer und Superintendent in Lößnitz (Erzgebirge). Seine Ernennung zum Oberkonsistorialrat erfolgte 1881.

## Schriften (Auswahl)
- St. Pauli Brief an die Galater, in Bibelstunden ausgelegt. Hinrichs, Leipzig, 1856.
- Des Jahres Lauf in Lied und Bild der lieben Jugend vor die Augen gestellt. Naumann, Leipzig, 1864.
- Rede und Gebet bei dem Dank- und Bergfest in Hohenstein, am 13. November 1862 für Vollendung des Augusta-Stollens gehalten, 1862.
- Antrittspredigt, am Sonntag Misericord. Dom. 1867 gehalten. Lößnitz, 1867.